# Шуструй
Шустру́й — река в Мордовии (Россия), правый приток Виндрея (бассейн Оки).
Длина реки — 42 км, площадь водосборного бассейна — 418 км².
Берёт начало на высоте примерно 180 м над уровнем моря к востоку от села Малая Ивановка в Ковылкинском районе. Протекает по территории Ковылкинского, Атюрьевского и Торбеевского районов. Устье реки находится в 35 км по правому берегу реки Виндрей, на высоте 114 м над уровнем моря около села Куликово Торбеевского района.
В 26 км от устья, по левому берегу Шуструя впадает река Юнка.

## Данные водного реестра
По данным государственного водного реестра России относится к Окскому бассейновому округу, водохозяйственный участок реки — Мокша от водомерного поста города Темников и до устья, без реки Цна, речной подбассейн реки — Мокша. Речной бассейн реки — Ока.
Код объекта в государственном водном реестре — 09010200412110000028524.